# نرگس (مجموعه تلویزیونی ۱۳۷۷)
نرگس یک مجموعه تلویزیونی ایرانی محصول سال ۱۳۷۷ به کارگردانی شاپور قریب، نویسندگی جابر قاسمعلی است که از برنامه سیمای خانواده شبکه یک پخش شد.

## بازیگران
- افسانه بایگان در نقش نرگس
- فیروز بهجت محمدی
- سیدجواد هاشمی
- فرهاد اصلانی
- شمسی فضل‌اللهی
- تانیا جوهری
- رضا خندان
- حسین خانی‌بیک
- حسین کسری
- محمد ابهری
- پوراندخت مهیمن
- شهرزاد عبدالمجید
- کیوان محمودنژاد
- علی طالب لو
- هاله مهدی‌زاده
- علی یعقوب‌زاده[۱]
- مهری ودادیان
- عاطفه حیدرزاده
- زهره حمیدی
- فریبا حیدری
- حامد فرج زاده وحید
- فریدون سرمدی
- علی برجسته
- علیرضا آلادین
- مژگان رودبارانی
- حسین چنگی
- محمود زاج فروش
- آزاده خورشیددوست
- طاهره طائفی
- حوریه خطیب زاده

## عوامل تولید
- کارگردان: شاپور قریب
- تهیه‌کنندگان: اصغر زائری، غلامرضا میرزاصادقی
- نویسنده: جابر قاسمعلی
- نور و تصویر: امیر قربانخانی
- تدوین: اکبر بدایع
- آهنگساز: فرید شب خیز
- صدابردار: سیامک راستگو
- طراح گریم: نریمان محتشم
- طراح صحنه و لباس: مژگان علیزاده
- دستیاران کارگردان و برنامه‌ریز: داریوش جهانگیری، احمد رضا گل کار ، علیرضا آقابالایی، گلچهره دانش
- منشی صحنه: گلچهره دانش، بابک رضوانی
- محصول: گروه خانواده و جوان شبکه اول سیما / ۱۳۷۸–۱۳۷۷